# Deborah Schiffrin
Deborah Sue Schiffrin (30 de maio de 1951 - 19 de julho de 2017) foi uma linguista estadunidense conhecida por seus trabalhos em análise do discurso, abarcando tópicos como marcadores discursivos, linguagem e identidade, narrativas orais, gramática e interação.